# Airbus A380
Airbus A380 je dvonadstropno štirimotorno reaktivno letalo, ki ga proizvaja Airbus S.A.S. Letalo je prvič poletelo 27. aprila 2005 v Toulousu v Franciji. Prvi komercialni leti naj bi se začeli konec leta 2006 po 15-mesečnem testiranju, prvo letalo pa je 15. oktobra 2007 prejela družba Singapore Airlines. Prve lete je opravilo na liniji Singapur–Sydney. Med razvojem je to letalo nosilo ime Airbus A3XX, s tem letalom pa je povezan tudi vzdevek Superjumbo.
A380 z 590 tonami je največje potniško letalo na svetu, saj prekaša Boeing 747 442 ton, ki je bilo največje 35 let, a je še vedno daljši kot A380. Največje komercialno letalo v uporabi je en primerek tovornega 640 ton težkega letala Antonov An-225, vendar pa lahko to prepelje le 80 potnikov.

## Zasnova
Novi Airbus se trenutno prodaja v dveh različicah. A380-800 lahko prepelje 555 potnikov v konfiguraciji s tremi razredi ali pa do 853 potnikov v konfiguraciji z enim razredom - ekonomskim. Pričakovan doseg za model 800 je 15.000 km (8.000 navtičnih milj). Drugi model je tovorna različica z oznako A380-800F, ki lahko prevaža 150 ton tovora do 10.400 km (5.600 navtičnih milj) dosega. Vendar so razvoj te različice zaenkrat ustavili. A380-900 je predlagana podaljšana različica, za katero so krila osnovnega modela A380 že zasnovana.

## Naročila
Do januarja 2019 je Airbus prejel 313 fiksnih naročil, od katerih je izpolnjenih 234; Emirates so največja stranka z 123 naročenimi in 109 dobavljenimi letali A380. Rentabilnost tega letala naj bi bila dosežena pri prodaji 250-300 primerkov letala. Prejšnji predsednik uprave Airbusa Noël Forgeard je omenil, da pričakuje prodajo 750 letal tega tipa. Uradna cena letala je bila od 320 do 346 milijonov ameriških dolarjev. 
Februarja 2019 je Airbus objavil, da zaključuje proizvodnjo A380. Letalske družbe so ga nameravale kupovati za lete med vozlišči, nakar bi potniki nadaljevali pot do končnega cilja z manjšimi letali. S pojavom Airbus A350 ter Boeing 787 Dreamliner in podobnih pa so pojavila srednje velika letala, ki jih je lažje napolniti in s tem doseči načrtovano ekonomičnost, in so uporabna za dolge direktne lete med končnimi mesti brez presedanja za potnike.
| Naročnik                   | A380-800 | Izročeno | Predvidena izročitev | Motor     |
| -------------------------- | -------- | -------- | -------------------- | --------- |
| Air Austral                | 2        |          | 2014                 | GP72XX    |
| Air France                 | 12       | 4        | 30. oktober 2009     | GP72XX    |
| Asiana Airlines            | 6        |          | 2014                 | Trent 970 |
| British Airways            | 12       |          | 2013                 | Trent 970 |
| China Southern Airlines    | 5        |          | 2011                 | Trent 970 |
| Emirates                   | 90       | 15       | 28. julij 2008       | GP72XX    |
| Etihad Airways             | 10       |          | 2013                 | GP72XX    |
| ILFC                       | 10       |          | 2013                 | GP72XX    |
| Kingfisher Airlines        | 5        |          | 2014                 | ?         |
| Korean Airlines            | 10       |          | 2011                 | GP72XX    |
| Lufthansa                  | 15       | 6        | 19. maj 2010         | Trent 970 |
| Malaysia Airlines          | 6        |          | 2012                 | Trent 970 |
| Qantas                     | 20       | 10       | 19. september 2008   | Trent 972 |
| Qatar Airways              | 5        |          | 2012                 | ?         |
| Singapore Airlines         | 19       | 11       | 15. oktober 2007     | Trent 970 |
| Thai Airways               | 6        |          | 2012                 | Trent 970 |
| Virgin Atlantic Airways    | 6        |          | 2013                 | Trent97X  |
| al-Walid ibn Talal Al Saud | 1        |          | 2012                 | Trent 970 |
| Skymark Airlines           | 4        |          | 2014                 | ?         |
| Skupaj                     | 244      | 46       |                      |           |

## Tehnične specifikacije
| Measurement                  | A380-800                                                                  | A380F                                      |
| ---------------------------- | ------------------------------------------------------------------------- | ------------------------------------------ |
| Posadka                      | 2                                                                         | 2                                          |
| Kapaciteta                   | 525-555 (3-razredi) 644 (2-razreda) 853 (1-razred)                        |                                            |
| Dolžina                      | 72,73 m                                                                   | 72,73 m                                    |
| Razpon krila                 | 79,75 m                                                                   | 79,75 m                                    |
| Višina                       | 24,45 m                                                                   | 24,45 m                                    |
| Zunanji premer trupa         | 7,14 m                                                                    | 7,14 m                                     |
| Zunanja višina trupa         | 8,41 m                                                                    | 8,41 m                                     |
| Največja širina kabine       | 6,54 m 5,80 m                                                             | 6,54 m 5,80 m                              |
| Dolžina kabine               | 49,9 m 44,93 m                                                            | 49,9 m 44,93 m                             |
| Površina kril                | 845 m²                                                                    | 845 m²                                     |
| Vitkost krila                | 7,5                                                                       | 7,5                                        |
| Naklon krila                 | 33,5°                                                                     | 33,5°                                      |
| Največja teža za taksiranje  | 577000 kg                                                                 | 592000 kg                                  |
| Največja vzletna teža        | 575000 kg                                                                 | 590000 kg                                  |
| Največja pristajalna teža    | 394000 kg                                                                 | 427000 kg                                  |
| Največja teža brez goriva    | 369000 kg                                                                 | 402000 kg                                  |
| Tipična teža praznega letala | 276800 kg                                                                 | 252200 kg                                  |
| Največji tovor               | 89200 kg                                                                  | 149800 kg                                  |
| Največji volumen tovora      | 184 m³                                                                    | 1134 m³                                    |
| Največja hitrost             | Mach 0,89 (945 km/h, 510 vozlov)                                          | Mach 0,89 (945 km/h, 510 vozlov)           |
| Vzletna razdalja             | 2950 m                                                                    |                                            |
| Dolet                        | 15.700 km (8.500 nmi)                                                     | 10.400 km (5.600 nmi)                      |
| Višina leta                  | 13136 m                                                                   | 13136 m                                    |
| Kapaciteta goriva            | 323.546 L                                                                 | 323.546 L                                  |
| Motorji (4 ×)                | GP7270 (A380-861) Trent 970/B (A380-841) Trent 972/B (A380-842)           | GP7277 (A380-863F) Trent 977/B (A380-843F) |
| Potisk motorjev (4 ×)        | 310 kN – GP7270 320 kN – GP7272 310 kN – Trent 970/B 320 kN – Trent 972/B | 340 kN – GP7277 340 kN – Trent 977/B       |

Vir: specifikacije Airbus A380